# Salzburg Hauptbahnhof

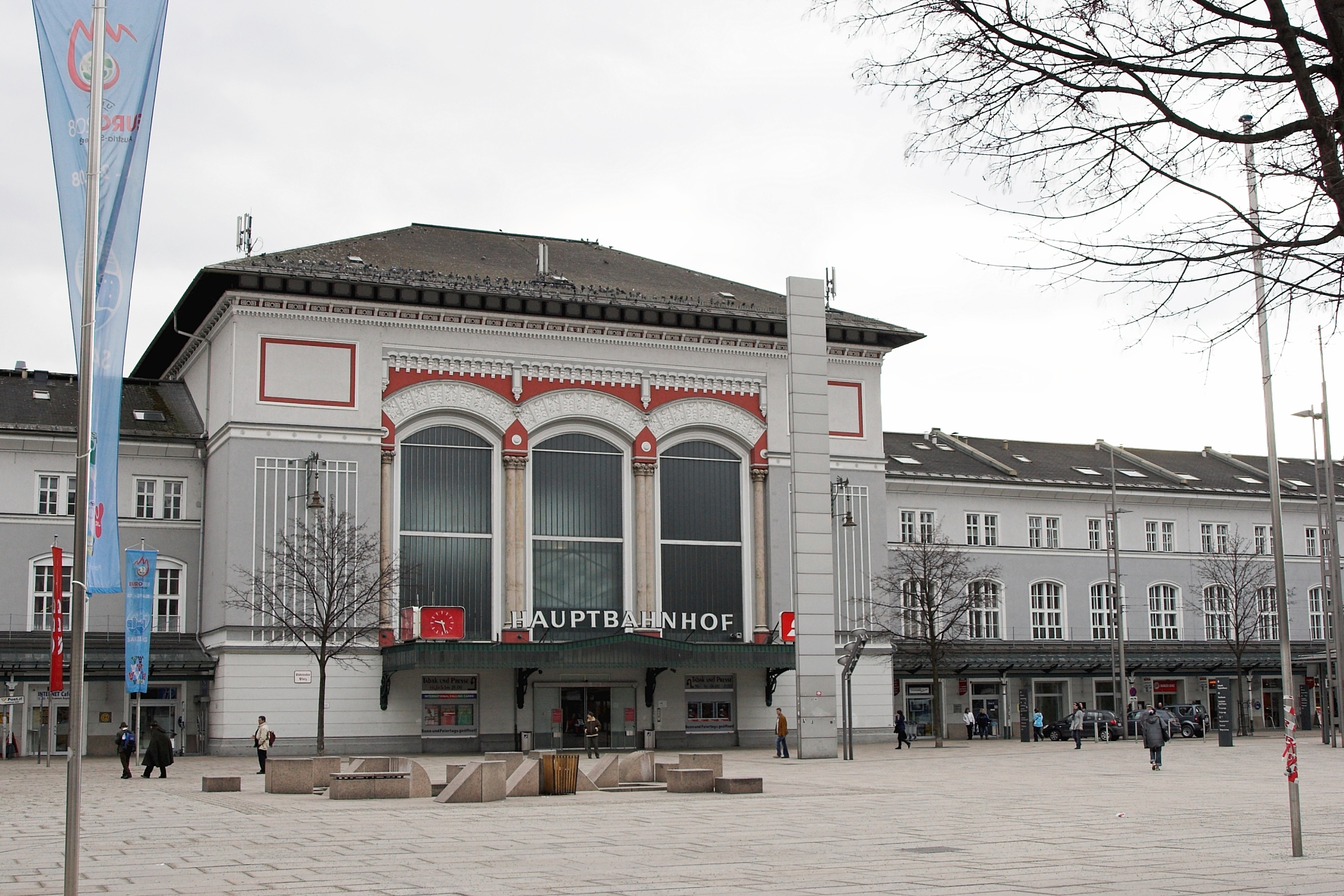
Salzburg Hauptbahnhof.

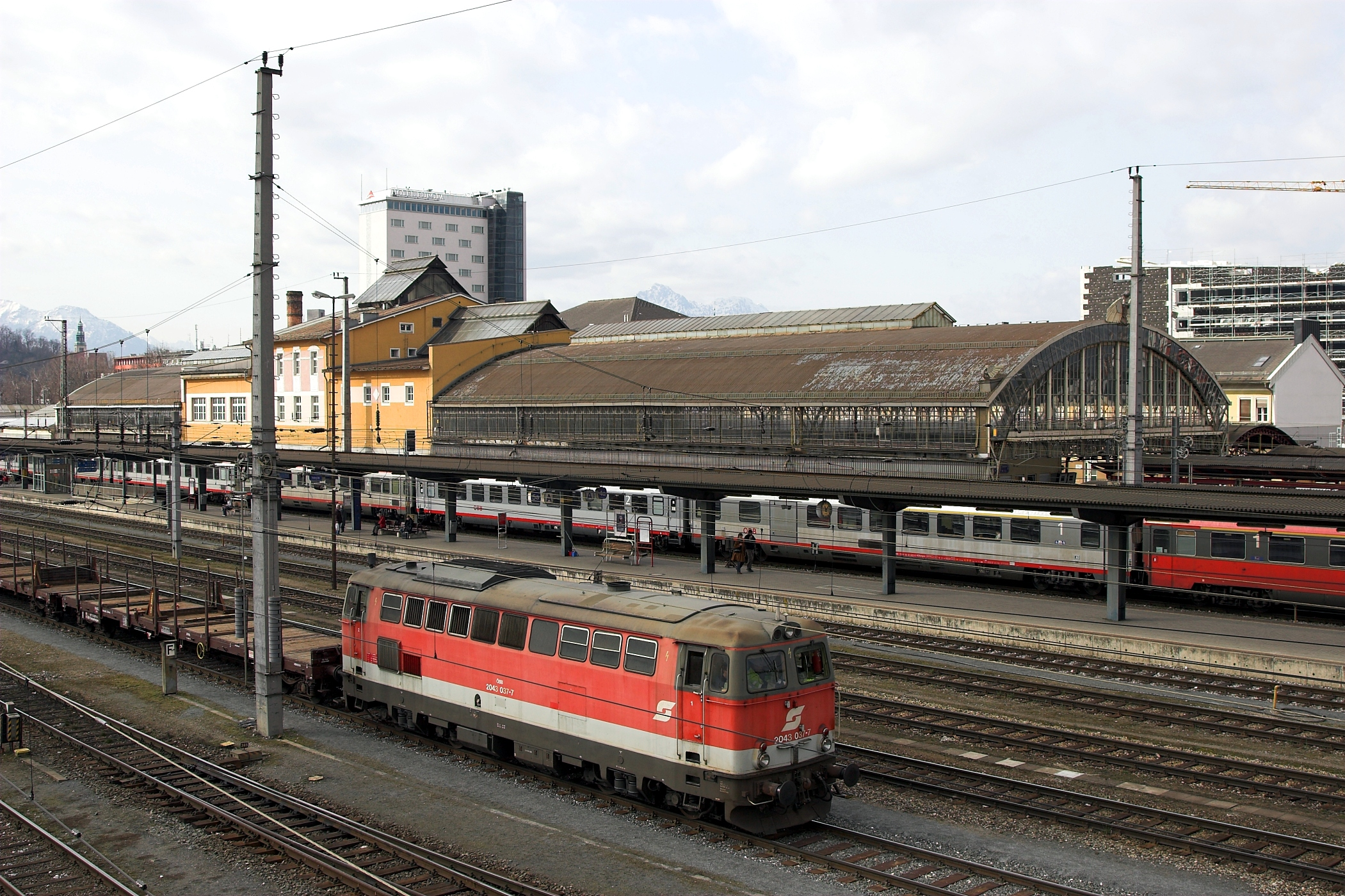
Salzburg Hauptbahnhof med de genomgående spåren i förgrunden och rebroussementsspåren i bakgrunden under det runda glastaket.

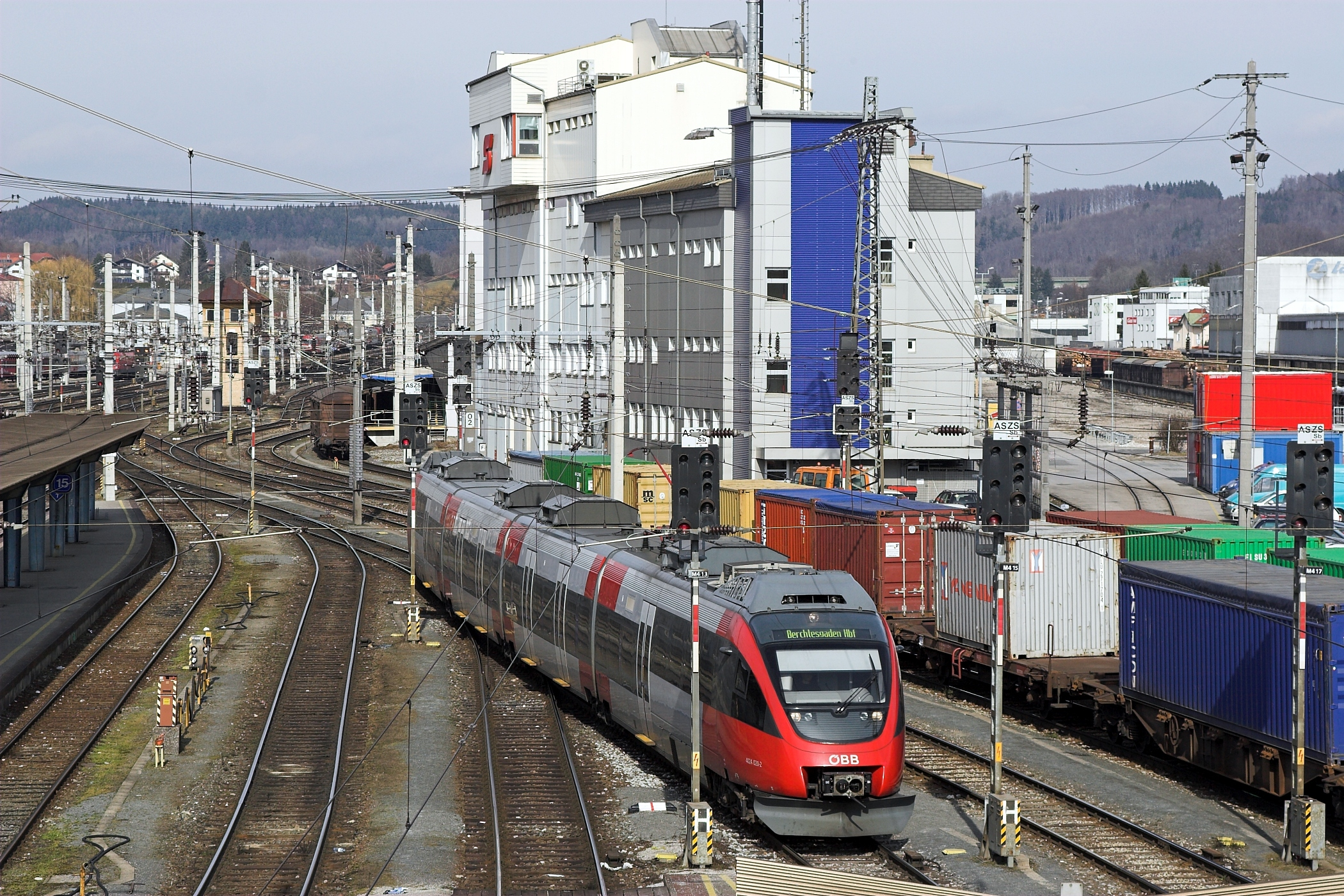
Ställverksbyggnaden vid Salzburg Hauptbahnhof.

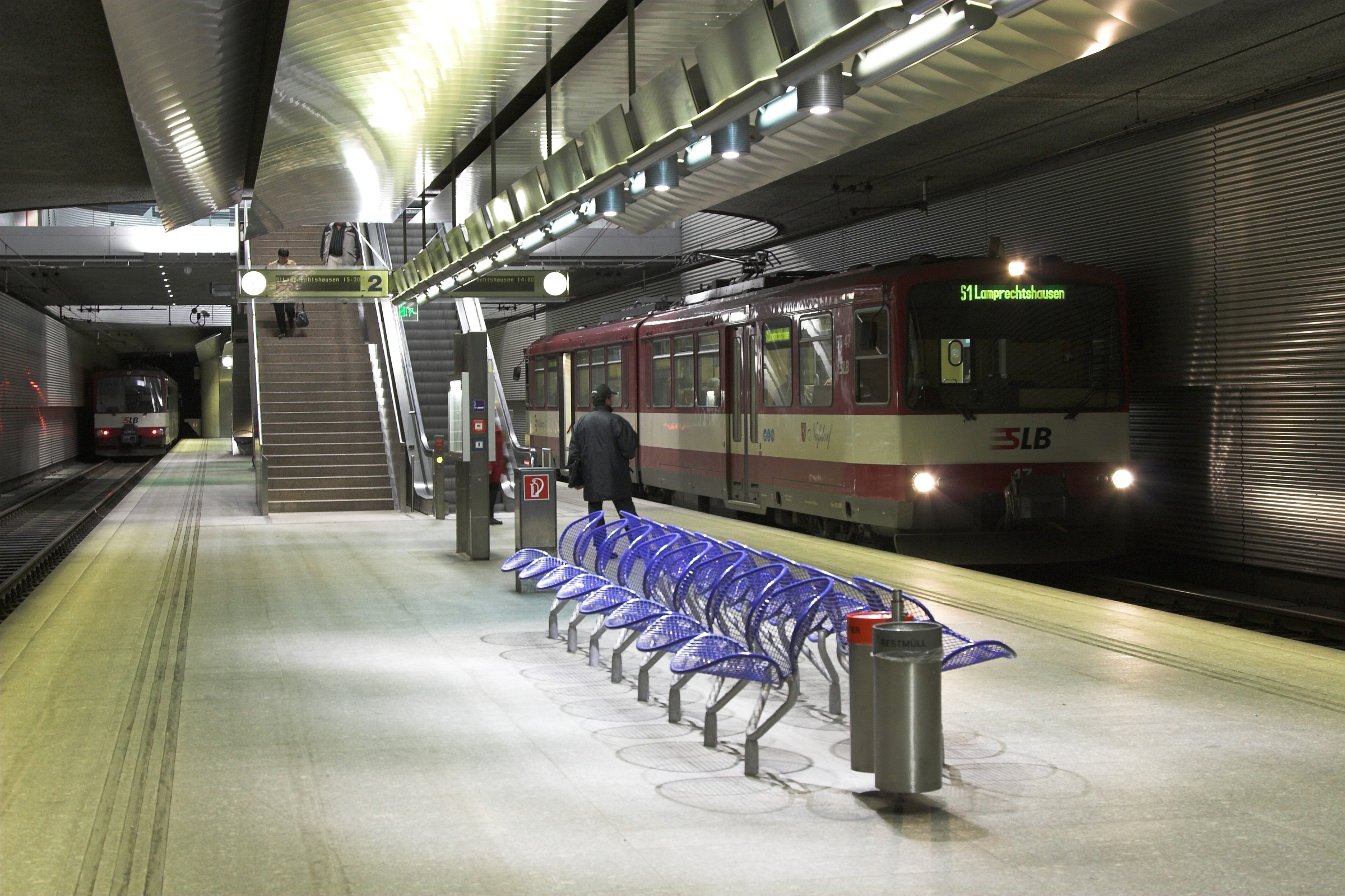
Den underjordiska stationen på Salzburg Hauptbahnhof för Salzburger Lokalbahn.

Salzburg Hauptbahnhof är centralstationen i staden Salzburg i Österrike. Den utgör en viktig trafikknutpunkt i den västliga delen av Österrike och är gränsstation till Tyskland och därmed
station för såväl Österreichische Bundesbahnen (ÖBB) som Deutsche Bahn (DB). Flera viktiga pendeltåg- och fjärrtågslinjer binds samman här. Den västra stambanan från Wien och Linz binds här samman med järnvägslinjen Salzburg–München, varifrån det också körs korridortrafik över Rosenheim till Tyrolen och Vorarlberg. Mot syd går huvudlinjen över Bischofshofen och Zell am See till Wörgl. Från denna järnvägslinje fortsätter en annan sträcka Schwarzach-St. Veit över Tauernbanan.
För lokaltrafiken fungerar Salzburg Hauptbahnhof som utgångspunkt för Salzburger Lokalbahn samt som central knutpunkt för S-Bahn Salzburg och många regionalbusslinjer.

## Historia
Salzburg förbindes med den internationella järnvägen 1860, då man öppnade den bayerska Maximiliansbahn från München över Rosenheim till Salzburg samt Kaiserin-Elisabeth-Bahn, i dag Westbahn, till Wien. Med färdigbyggandet av Tauernbanan till Villach och vidare till Trieste 1909 ökade betydelsen av Salzburg Hauptbahnhof som trafikknutpunkt. På stationsplatsen uppfördes en lokalstation, varifrån det från 1886 avgick tåg på Salzburger Lokalbahn och Salzkammergut-Lokalbahn. Denna byggnad finns inte längre.
Under andra världskriget utsattes stationen för flera allierade bombangrepp 1944 och 1945, och blev delvis ödelagd. Blindgångare i stationsområdet fortsatte att ge problem under grävarbeten. I juli 2003 kostade en misslyckad detonering av en 250 kg bomb två sprängningsexperter livet. 
Sedan 1996 utgår Salzburger Lokalbahn från en underjordisk station under Südtiroler Platz. Med etableringen av S-banesystemet i och omkring Salzburg har stationen fått stigande betydelse.
Salzburg Hauptbahnhof består både av en rebroussementsstation och genomgående spår på varje sida av rebroussementsstationen. Detta är ett arv från tiden, då stationen fungerade som gränsstation, men med de öppna gränser i EU är denna struktur olämplig, då den begränsar stationens kapacitet. Därför planläggs stationen ombyggd, så rebroussementsspåren omläggs till genomgående spår. Ett medborgarinitiativ för bevarande av den så kallade marmorsalen i den ena stationsbyggnaden har fördröjt ombyggnaden. Salzburgs stadsråd beslutade emellertid att riva salen, varefter ombyggnaden av stationen kunde börja. Första spadtaget togs den 7 november 2008, och stationen förväntas att stå färdig 2014. 